# El derecho de nacer
El derecho de nacer (no Brasil: O Direito de Nascer) é uma telenovela mexicana produzida por Ernesto Alonso para a Televisa e exibida pelo Canal de las Estrellas entre 2 de novembro de 1981 e 27 de agosto de 1982, substituíndo El hogar que yo robé e sendo substituída por Gabriel y Gabriela.
A trama é baseada na radionovela cubana do mesmo nome escrita por Félix B. Caignet e foi adaptada por Fernanda Villeli
Protagonizada por Verónica Castro e Sergio Jiménez, co-protagonizada por Erika Buenfil e Humberto Zurita  e antagonizada por Laura Flores, Malena Doria, Beatriz Castro e Ignacio López Tarso, e as atuações co-estelares das primeiras atrizes María Rubio e Socorro Avelar.

## Sinopse
Uma jovem pede ajuda ao doutor Alberto Limonta, para que ele pratique um aborto, já que não quer ter seu filho, mas o doutor, para impedir, conta sua história, a qual recai na Familia Del Junco, uma das familias mais importantes da Cidade de Veracruz. Esta é integrada por Don Rafael, sua esposa Clemencia, e suas filhas Maria Elena e Matilde, que estão sob os cuidados de María Dolores, sua babá, uma negra.
Maria Elena tem um romance com Alfredo Martínez, e resulta em uma gravidez, razão pela qual ele a abandona. Seu pai, ao saber, reage com furia e a manda para uma propriedade longe da cidade, junto com sua babá. Após nascer seu filho, Rafael dá ordens a Bruno, o capataz, para que mate o recém-nascido. Uma noite, Bruno leva para longe o bebê de Maria Elena, para obedecer o mandado de Don Rafael, mas, de repente, chega María Dolores para impedir esse ato tão maldoso.
Tanto Bruno, como María Dolores, têm de tomar uma decisão drástica, pois para que Don Rafael não saiba que o bebê vive, María Dolores foge com o pequeno, e Bruno mata um animal e apresenta o filhote ensanguentado para que Don Rafael creia que ele cumpriu a ordem, e avisa María Elena sobre o malvado plano de seu pai.
Passa um tempo e casal del Junco celebra seu aniversario de casamento, em uma celebração onde María Elena conhece Jorge Luis Armenteros, um rico que se interessará por ela, mas que se surprende quando María Elena lhe confessa que teve um filho; pouco tempo depois, decide entrar para um convento e ser religiosa. No entanto, Alberto, seu filho, vive feliz ao lado de María Dolores, que lhe deu seu sobrenome, Limonta.
Passam anos, e María Elena vive muito triste por seu filho, e Alberto se torna um importante médico. Uma noite, chegam vários feridos por um acidente, e Alberto decide doar seu sangue para um deles, que era Don Rafael, seu proprio avô, que queria sua morte para evitar uma vergonha na familia por parte de María Elena, e que o salvou graças a essa tranfusão de sangue.

## Elenco
- Verónica Castro - María Elena del Junco
- Sergio Jiménez - Jorge Luis Armenteros
- Ignacio López Tarso - Don Rafael del Junco
- María Rubio - Clemencia del Junco
- Humberto Zurita - Alberto Limonta
- Socorro Avelar - María Dolores Limonta
- Salvador Pineda - Alfredo Martínez
- Erika Buenfil - Cristina Del Río
- Beatriz Castro - Matilde del Junco
- Cristian Castro - Alberto (menino)
- Laura Flores - Amelia Montero
- Miguel Macía - Alejandro Sierra
- Miguel Ángel Ferriz - Osvaldo Martínez
- Fernando Balzaretti - Ricardo Del Río
- Alba Nydia Diaz - Virginia
- Manuel Ojeda - Armando
- Julio César Inbert - Bruno
- Eduardo Liñán - Padre Juan
- Flor Trujillo - Magali
- Adriana Laffan - Marina
- Malena Doria - Sor Julia
- Héctor Sáez - Ramón Garza
- Carlos Ignacio - Raúl
- Roberto Antúnez - Alfonso Cabrera
- Martha Patricia - Asunción
- Maristel Molina - Sor Amparo
- Andaluz Russel - Lolita
- José Luis Duval - Salvador
- Julio Monterde - Nicolás Montero
- Rosalba Hernández - Enfermera
- Alberto Parra - Tony
- Jorge del Campo - Pepe
- Macario Álvarez -  Lic. Álvarez
- Fabio Ramírez - Tío Pepe
- Margarita de la O - Josefa
- Patricia Thomas - Teté
- Lorena Rivero - Gina
- Carmen Rodríguez - Alma
- Adrián Sotomayor - Adrián
- Enrique Mazin - Doctor Jorge
- Patricia Rentería - Rosita
- Félix Santaella - Pedro Reyna
- Norma Herrera - María
- Héctor Suárez - Héctor
- Aurora Medina - Lucía
- Michel Castro - Alberto (recém nascido)
- José Luis Llamas - Assessor em AA
- María Belzares - Benita
- Lili Garza - Convidada da festa
- Beatriz Ornella - Convidada da festa
- Melba Luna - Mercedes
- Raquel Pankowsky - Cristina (mãe)
- Rigoberto Carmona - garçom

## Equipo de produção
- História Original: Félix B. Caignet
- Adaptação: Fernanda Villeli
- Tema musical: "Ven"
- Intérprete: Verónica Castro
- Diretor de câmeras: Carlos Zúñiga
- Diretor de cena: Raúl Araiza
- Produtor: Ernesto Alonso

## Exibição no Brasil
Foi exibida no Brasil pelo SBT entre 19 de setembro de 1983 a 3 de março de 1984, às 18h30, em 144 Capítulos, substituindo Desprezo e sendo substituída por Chispita.
Foi reprisada entre 7 de outubro de 1985 a 28 de fevereiro de 1986, em 102 capítulos, às 15h45 substituindo Meus Filhos, Minha Vida e sendo substituída por Soledade.
Foi exibida em 72 capítulos pela TV Corcovado Canal 9 do Rio de janeiro às 12h30, entre 6 de março e 27 de maio de 1989.

## Trilha Sonora (Brasil)
Durante sua exibição, o SBT lançou uma trilha sonora para a trama.
- 1. O Direito De Nascer - Jerry Adriani

- 2. Eu preciso de Você - Paulo Maia
- 3. Mesmo que seja Eu - Erasmo Carlos
- 4. Como Uma Onda - Zizi Possi
- 5. Panis Et Circenses - Boca Livre
- 6. Rock da Cachorra - Eduardo Dussek
- 7. Na Mira do Olhar - Marcos Sabino
- 8. Luz Do Sol - Gal Costa
- 9. Sensual - Roupa Nova
- 10. Voando Com Você - Sidney Magal
- 11. Blue Note - Fátima Freire
- 12. Folha Morta - Jair Rodrigues

## Outras versões

### Telenovelas
- El derecho de nacer. Primeira Versão; foi produzida também por Ernesto Alonso em 1966 e protagonizada por María Rivas e Enrique Rambal.
- El derecho de nacer. Terceira Versão; foi produzida por Carlos Sotomayor em 2001 e foi protagonizada por Kate del Castillo e Saúl Lisazo.
- O Direito de Nascer. Versão mexicano-brasileira produzida pelo SBT e exibida em 2001.

### Filmes
- El derecho de nacer. Lançada em 1952, dirigida por Zacarías Gómez Urquiza e protagonizada por Jorge Mistral, Gloria Marín e Martha Roth.
- El derecho de nacer. Lançada em 1966, dirigida por Tito Davison e protagonizada por Aurora Bautista, Julio Alemán e Maricruz Olivier.

## Prêmios e nomeações

### Premios TVyNovelas 1983
| Categoria                  | Nomeado(a)          | Resultado |
| -------------------------- | ------------------- | --------- |
| Melhor telenovela          | Ernesto Alonso      | Ganhador  |
| Melhor ator                | Sergio Jimenez      | Nomeado   |
| Melhor vilão               | Ignacio López Tarso | Nomeado   |
| Melhor revelação feminina  | Laura Flores        | Ganhadora |
| Melhor revelação masculina | Humberto Zurita     | Nomeado   |

### PremiosRecordando los 80's
| Categoria                                  | Nomeado(a)          | Resultado |
| ------------------------------------------ | ------------------- | --------- |
| Melhor telenovela de la década de los 80's | Ernesto Alonso      | Nomeado   |
| Melhor telenovela de '83                   | Ernesto Alonso      | Ganhadora |
| Melhor atriz de '83                        | Verónica Castro     | Ganhadora |
| Melhor vilão da década de 80               | Ignacio López Tarso | Nomeado   |
| Melhor primeiro ator                       | Ignacio López Tarso | Ganhador  |
| Melhor ator revelação da década de 80      | Humberto Zurita     | Ganhador  |